# Campeonato Panamericano de Judo de 2006
El XXXI Campeonato Panamericano de Judo se celebró en Buenos Aires (Argentina) entre el 25 y el 26 de mayo de 2006 bajo la organización de la Unión Panamericana de Judo.
En total se disputaron dieciocho pruebas diferentes, nueve masculinas y nueve femeninas.

## Resultados

### Masculino
| Evento            | Oro                                 | Plata                            | Bronce                                                          |
| ----------------- | ----------------------------------- | -------------------------------- | --------------------------------------------------------------- |
| –55 kg            | Robert Gómez · República Dominicana | Jorge Morales · Cuba             | Carlos Tenesaca · Ecuador · Thiago Aoki · Brasil                |
| –60 kg            | Frazer Will · Canadá                | Jeremy Liggett Estados Unidos    | Javier Guédez · Venezuela · Denílson Lourenço · Brasil          |
| –66 kg            | Yordanis Arencibia · Cuba           | Leandro Cunha · Brasil           | Sasha Mehmedovic · Canadá · Ludwig Ortiz · Venezuela            |
| –73 kg            | Moacir Mendes · Brasil              | Daniel Rodrigo Lucenti Argentina | Richard León · Venezuela · Ronald Girones · Cuba                |
| –81 kg            | Flávio Canto · Brasil               | Tyler Boras · Canadá             | Emmanuel Lucenti Argentina Aaron Cohen Estados Unidos           |
| –90 kg            | Hugo Pessanha · Brasil              | Jorge Benavides · Cuba           | Eduardo Costa · Argentina · José Gregorio Camacho · Venezuela   |
| –100 kg           | Oreidis Despaigne · Cuba            | Mário Sabino · Brasil            | Teófilo Diek · República Dominicana · Alexandru Ciupe · Canadá  |
| +100 kg           | Daniel Hernandes · Brasil           | Óscar Brayson · Cuba             | Trevor McAlpine · Canadá · Pablo Figueroa Carillo · Puerto Rico |
| Categoría abierta | Carlos Honorato · Brasil            | Óscar Brayson · Cuba             | Claudio Zupo · México · Pablo Figueroa Carillo · Puerto Rico    |

### Femenino
| Evento            | Oro                              | Plata                       | Bronce                                                         |
| ----------------- | -------------------------------- | --------------------------- | -------------------------------------------------------------- |
| –44 kg            | Milagros González · Venezuela    | Diana Cobos · Ecuador       | Dayaris Mestre · Cuba · Lorrayne Costa · Brasil                |
| –48 kg            | Yanet Bermoy Acosta · Cuba       | Daniela Polzin · Brasil     | Isabel Latulippe · Canadá · Sayaka Matsumoto · Estados Unidos  |
| –52 kg            | Aminata Sall · Canadá            | Melissa Rodríguez Argentina | Érika Miranda · Brasil · Edilia Amorós · Cuba                  |
| –57 kg            | Yurisleidy Lupetey · Cuba        | Danielle Zangrando · Brasil | Valerie Gotay · Estados Unidos · Diana Villavicencio · Ecuador |
| –63 kg            | Yaritza Abel · Cuba              | Ronda Rousey Estados Unidos | Daniela Krukower · Argentina · Marie-Hélène Chisholm · Canadá  |
| –70 kg            | Yalennis Castillo Ramírez · Cuba | Kelly Silva · Brasil        | Katie Mocco · Estados Unidos · Catherine Roberge · Canadá      |
| –78 kg            | Edinanci Silva · Brasil          | Amy Cotton · Canadá         | Yurisel Laborde · Cuba · Lorena Briceño · Argentina            |
| +78 kg            | Ibis Dueñas · Cuba               | Giovanna Blanco · Venezuela | Carmen Chalá · Ecuador · Melissa Mojica · Puerto Rico          |
| Categoría abierta | Giovanna Blanco · Venezuela      | Priscila Marques · Brasil   | Melissa Mojica · Puerto Rico · Ibis Dueñas · Cuba              |

## Medallero
| Núm. | País                 | Oro | Plata | Bronce | Total |
| ---- | -------------------- | --- | ----- | ------ | ----- |
| 1    | Cuba                 | 7   | 4     | 5      | 16    |
| 2    | Brasil               | 6   | 6     | 4      | 16    |
| 3    | Canadá               | 2   | 2     | 6      | 10    |
| 4    | Venezuela            | 2   | 1     | 4      | 7     |
| 5    | República Dominicana | 1   | 0     | 1      | 2     |
| 6    | Argentina            | 0   | 2     | 4      | 6     |
| 6    | Estados Unidos       | 0   | 2     | 4      | 6     |
| 8    | Ecuador              | 0   | 1     | 3      | 4     |
| 9    | Puerto Rico          | 0   | 0     | 4      | 4     |
| 10   | México               | 0   | 0     | 1      | 1     |
|      | TOTAL                | 18  | 18    | 36     | 72    |